# Крыловка (Сакский район)
Крыло́вка (до 1948 года Ойбу́р; укр. Криловка, крымскотат. Oybur, Ойбур) — село в Сакском районе Республики Крым, входит в состав Штормовского сельского поселения (согласно административно-территориальному делению Украины — Штормовского сельского совета Автономной Республики Крым).

## Население
| 2001 | 2014 |
| ---- | ---- |
| 38   | ↗57  |

По данным Всеукраинской переписи 2001 года 100 % населения Крыловки назвало родным русский язык.

### Динамика численности
| - 1806 год — 119 чел. - 1864 год — 26 чел. - 1889 год — 9 чел. - 1900 год — 64 чел. - 1905 год — 99 чел. - 1915 год — 30/15 чел. (110 чел.) | - 1926 год — 189 чел. - 1989 год — 62 чел. - 2001 год — 38 чел. - 2009 год — 32 чел. - 2014 год — 57 чел. |

## Современное состояние
На 2016 год в Крыловке числится 2 улицы: Мира и Новоозерненская; на 2009 год, по данным сельсовета, село занимало площадь 72,2 гектара, на которой в 19 дворах числилось 32 жителя. Село связано автобусным сообщением с Евпаторией и соседними населёнными пунктами. В 1 км севернее Крыловки расположен Мирновский участок Сакской ВЭС.

## География
Крыловка — самое западное село района, лежит в степной зоне Крыма, на севернее Ойбурского озера, высота центра села над уровнем моря — 8 м. Соседние сёла: Поповка в 2,6 км на запад и Приветное — в 3 км восточнее. Расстояние до райцентра — около примерно в 48 километров (по шоссе), ближайшая железнодорожная станция — Евпатория в 28 километрах. Транспортное сообщение осуществляется по региональной автодороге 35А-004 Евпатория — порт Мирный (по украинской классификации С-0-11233).

## История
Первое документальное упоминание села встречается в Камеральном Описании Крыма… 1784 года, судя по которому, в последний период Крымского ханства Олбаба входил в Байнакский кадылык Козловского каймаканства.
После присоединения Крыма к России (8) 19 апреля 1783 года, (8) 19 февраля 1784 года, именным указом Екатерины II сенату, на территории бывшего Крымского Ханства была образована Таврическая область и деревня была приписана к Евпаторийскому уезду. С началом Русско-турецкой войной 1787—1791 годов, весной 1788 года производилось выселение крымских татар из прибрежных селений во внутренние районы полуострова, в том числе и из Ойбура. В конце войны, 14 августа 1791 года всем было разрешено вернуться на место прежнего жительства. После Павловских реформ, с 1796 по 1802 год, входила в Акмечетский уезд Новороссийской губернии. По новому административному делению, после создания 8 (20) октября 1802 года Таврической губернии, Ойбур был включён в состав Кудайгульской волости Евпаторийского уезда.
По Ведомости о волостях и селениях, в Евпаторийском уезде с показанием числа дворов и душ… от 19 апреля 1806 года в деревне Ойбур числилось 17 дворов, 113 крымских татар и 6 ясыр. На военно-топографической карте генерал-майора Мухина 1817 года деревня Ойбир обозначена с 17 дворами. После реформы волостного деления 1829 года Ойбур, согласно «Ведомости о казённых волостях Таврической губернии 1829 года», остался в составе Кудайгульской волости. На карте 1836 года в деревне 13 дворов. Затем, видимо, вследствие эмиграции крымских татар в Турцию, деревня заметно опустела и на карте 1842 года Ойбур обозначен условным знаком «малая деревня», то есть, менее 5 дворов.
В 1860-х годах, после земской реформы Александра II, деревню приписали к Чотайской волости.
Согласно «Памятной книжке Таврической губернии за 1867 год», деревня Ойбур была покинута жителями в 1860—1864 годах, в результате эмиграции крымских татар, особенно массовой после Крымской войны 1853—1856 годов, в Турцию и вновь заселена татарами и русскими. В «Списке населённых мест Таврической губернии по сведениям 1864 года», составленному по результатам VIII ревизии 1864 года, Ойбур — владельческая русская деревня, с 6 дворами, 26 жителями и мечетью при безъименной балкѣ. На трехверстовой карте 1865—1876 года в деревне Ойбур 5 дворов, по «Памятной книге Таврической губернии 1889 года», по результатам Х ревизии 1887 года, в деревне Сорача-Ойбур числилось 9 дворов и 59 жителей, но в Памятной книге 1892 года деревня не записана — видимо опустела, вследствие чего, согласно энциклопедическому словарю «Немцы России», в конце XIX века землю, за 1/10 часть урожая арендовали под два хутора крымские немцы-лютеране.
Земская реформа 1890-х годов в Евпаторийском уезде прошла после 1892 года, в результате Ойбур приписали к Донузлавской волости.
По «…Памятной книжке Таврической губернии на 1900 год» в волости числились усадьба Ойбур с 11 жителями в 1 дворе и посёлок с 53 жителями в 11 дворах (в 1905 году, согласно энциклопедическому словарю, жителей было 99). По Статистическому справочнику Таврической губернии. Ч.II-я. Статистический очерк, выпуск пятый Евпаторийский уезд, 1915 год, в селе Ойбур Донузлавской волости Евпаторийского уезда числилось 6 дворов с немецкими жителями (все безземельные) в количестве 30 человек приписного населения и 15 — «постороннего», из которых 26 мужчин и 19 женщин. Жители владели 781 десятиной удобной земли. В хозяйствах имелось 84 лошади, 42 вола, 17 коров и 87 голов мелкого скота (согласно энциклопедическому словарю «Немцы России» — 110 человек).
После установления в Крыму Советской власти, по постановлению Крымревкома от 8 января 1921 года № 206 «Об изменении административных границ» была упразднена волостная система и село вошло в состав Евпаторийского района Евпаторийского уезда, а в 1922 году уезды получили название округов. 11 октября 1923 года, согласно постановлению ВЦИК, в административное деление Крымской АССР были внесены изменения, в результате которых округа были отменены и произошло укрупнение районов — территорию округа включили в Евпаторийский район. Согласно Списку населённых пунктов Крымской АССР по Всесоюзной переписи 17 декабря 1926 года, в селе Ойбур, Болек-Аджинского сельсовета Евпаторийского района, числилось 35 дворов, все крестьянские, население составляло 189 человек, из них 173 немца и 16 русских. Вскоре после начала Великой Отечественной войны, 18 августа 1941 года крымские немцы были выселены, сначала в Ставропольский край, а затем в Сибирь и северный Казахстан.
После освобождения Крыма от фашистов, 12 августа 1944 года было принято постановление № ГОКО-6372с «О переселении колхозников в районы Крыма» и в сентябре 1944 года в район приехали первые новосёлы (150 семей) из Киевской и Каменец-Подольской областей, а в начале 1950-х годов последовала вторая волна переселенцев из различных областей Украины. С 25 июня 1946 годаОйбур в составе Крымской области РСФСР. Указом Президиума Верховного Совета РСФСР от 18 мая 1948 года, Ойбур переименовали в Крыловку. 26 апреля 1954 года Крымская область была передана из состава РСФСР в состав УССР. Время включения в состав Молочненского сельсовета пока не установлено: на 15 июня 1960 года село уже числилось в его составе. 1 января 1965 года, указом Президиума ВС УССР «О внесении изменений в административное районирование УССР — по Крымской области», Евпаторийский район был упразднён и село включили в состав Сакского (по другим данным — 11 февраля 1963 года). Между 1968 годом, когда он ещё не существовал и 1974 годом, когда уже описан в книге «Історія міст і сіл Української РСР. Том 26, Кримська область.» был создан Фрунзенский сельсовет. в который вошла Крыловка. По данным переписи 1989 года в селе проживало 62 человека. С 12 февраля 1991 года село в восстановленной Крымской АССР, 26 февраля 1992 года переименованной в Автономную Республику Крым. С 21 марта 2014 года в составе Крыма аннексирована Россией.